# Барат-Дая
Барат-Дая или Югозападни острови (на индонезийски: Barat Daya) са група острови в югоизточната част на море Банда, съставна част на Молукските острови, принадлежащи на Индонезия. Общата им площ е около 4000 km². Най-големи острови са: Ветар (3600 km²), Дамар (194 km²), Рома (168 km²), Теун, Нила, Серуа, Манук и др. Население – около 72 000 души (2013 г.). Релефът им е предимно планински, с максимална височина 1412 m на остров Ветар. Има действащи вулкани. Климатът е субекваториален, мусонен, с влажно лято (от ноември до май) и суха зима (от юни до ноември). Годишната сума на валежите е около 2000 mm, средната годишна температура е от 25 до 27°С. Преобладава саванната растителност. Основен поминък на населението е риболовът и тропичното земеделие. Главни селища са градовете: Илваки, Лиопа, Арвала (и трите на остров Ветар).